# Арістомах
Арістомах (д/н — 224 до н. е.) — тиран міста Аргоса від 235 до 228 року до н. е. (вперше), від 227 до 224 року до н. е. (вдруге), стратег Ахейського союзу від 228 до 227 року до н. е.

## Тиран Аргоса
Владу над містом Аргос Арістомах захопив у 235 році до н. е. В цьому році стратег Ахейського союзу Арат взяв в облогу Аргос з метою скинути тирана Арістіппа II, брата Арістомаха. Внаслідок протистояння в околицях міста було вбито 500 прихильників Арістіппа, а він сам загинув від руки критяніна Трагіка. Проте Арату не вдалося заволодіти Аргосом. Сюди з Коринфу підійшли Арістомах та македонський цар Деметрій Етолійський.
В результаті новим тираном став Арістомах (ще його називають Арістомах II). Арістомах спокійно керував Аргосом протягом декілька років, маючи за опору підтримку царя Деметрія. Ситуація змінилася зі смертю македонського царя у 229 році до н. е. Наступник Деметрія Антигон Досон був далеко на півночі й не мав можливості якимось чином допомогти Арістомаху. Голова Ахейського союзу Арат, щоб не вдаватися до війни, запропонував Арістомаху стати стратегом Ахейського союзу, а навзаєм відмовитися від влади над Аргосом. Розуміючи складність свого положення Арістомах прийняв цю пропозицію, внаслідок чого Аргос увійшов до складу Ахейського союзу.

## Стратег
Стратегом Арістомах залишався лише рік — з 228 до 227 року до н. е. Однак його становище в Ахейському союзі було доволі складним. Арат всіляко намагався обмежити діяльність Арістомаха, так він втрутився й зупинив похід Арістомаха проти царя Спарти Клеомена, а в наступному році домігся того, щоб Арістомаха не було переобрано стратегом на наступний термін.

## Друге володарювання в Аргосі
Дії Арата призвели до того, що Арістомах відійшов від Ахейського союзу та уклав угоду з царем Спарти Клеоменом III, згідною з якою той зайняв Аргос, а племіниця Арістомаха — Апія — вийшла заміж за родича Клеомена — Набія. За підтримки спартанського війська Арістомах володарював в Аргосі з 227 до 224 року до н. е. У 224 році на Пелопоннес вирушив македонський цар Антигон Досон, який, на відміну від попередника, вирішив спиратися не на тиранів, а на вільні громади.
Антигон уклав угоду з Ахейським союзом. Багато громадян почали переходити на його бік. Як тільки ці всі сили підійшли до Аргоса, його мешканці повстали проти Арістомаха. Бачачи неможливість протистояти цим ворогам спартанський гарнізон повернув додому, залишивши Арістомаха наодинці. Арістомах потрапив у полон до Арата, який наказав його втопити (за зраду справи союзу) у морі поблизу Кенхреї. Особисте майно Арістомаха було подаровано Антигону Досону. Аргос знову увійшов до Ахейського союзу.